# 大迪特維爾

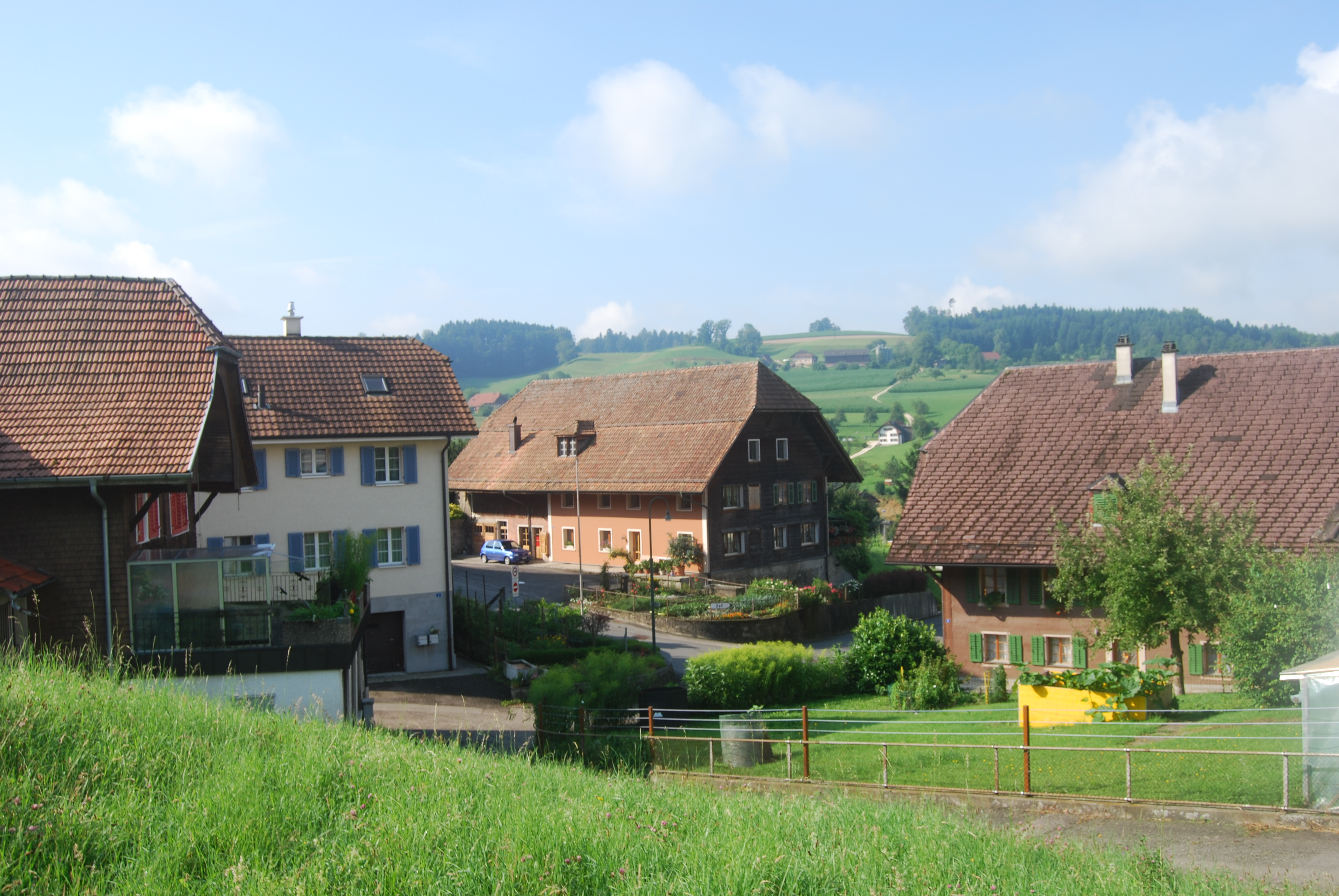

大迪特維爾是瑞士的城鎮，位於該國中部，由琉森州負責管轄，面積10.19平方公里，七成土地是農業用地，海拔高度571米，2011年人口842，人口密度每平方公里83人。